# باشگاه ورزشی عمال رمیلان
باشگاه ورزشی عمال رمیلان (عربی: نادي عمال رميلان الرياضي) که پیشتر با نام هیئت عمال رمیلان شناخته می‌شد یک باشگاه فوتبال سوری مستقر در رمیلان است. این باشگاه در سال ۱۹۵۹ پایه‌گذاری شد و در سال ۱۹۷۹ بازسازی شد. آن‌ها بازی‌های خانگی‌شان را در ورزشگاه رمیلان برگزار می‌کنند. بهترین دستاوردشان دوبار قهرمانی جام سوریه در سال‌های ۱۹۶۲۳ و ۱۹۶۹ است.